# Comuna Borås
Borås (Borås kommun) este o comună din comitatul Västra Götalands län, Suedia, cu o populație de 105.995 locuitori (2013).

## Geografie

### Zone urbane
Lista celor mai mari zone urbane din comună (anul 2015) conform Biroului Central de Statistică al Suediei:
| Nr | Zona urbană                   | Pop.   |
| -- | ----------------------------- | ------ |
| 1  | Borås                         | 71.700 |
| 2  | Sandared, Sjömarken și Viared | 6.602  |
| 3  | Fristad                       | 5.409  |
| 4  | Viskafors                     | 3.701  |
| 5  | Dalsjöfors                    | 3.606  |
| 6  | Gånghester și Målsryd         | 2.533  |
| 7  | Rydboholm                     | 993    |
| 8  | Sandhult                      | 563    |
| 9  | Aplared                       | 463    |
| 10 | Dannike                       | 437    |

## Demografie
| \| Evoluția demografică în comuna Borås, 1970–2015 \| Evoluția demografică în comuna Borås, 1970–2015 \| Evoluția demografică în comuna Borås, 1970–2015 \| Evoluția demografică în comuna Borås, 1970–2015 \| Evoluția demografică în comuna Borås, 1970–2015 \| \| ----------------------------------------------------------------------------------------------------- \| ----------------------------------------------- \| ----------------------------------------------- \| ----------------------------------------------- \| ----------------------------------------------- \| \| An \| \| \| Locuitori \| \| \| 1970 \| 1970 \| \| 107562 \| 107562 \| \| 1975 \| 1975 \| \| 105177 \| 105177 \| \| 1980 \| 1980 \| \| 102129 \| 102129 \| \| 1985 \| 1985 \| \| 99963 \| 99963 \| \| 1990 \| 1990 \| \| 101766 \| 101766 \| \| 1995 \| 1995 \| \| 96139 \| 96139 \| \| 2000 \| 2000 \| \| 96883 \| 96883 \| \| 2005 \| 2005 \| \| 99325 \| 99325 \| \| 2010 \| 2010 \| \| 103294 \| 103294 \| \| 2015 \| 2015 \| \| 108488 \| 108488 \| \| Sursa: SCB - Statistika Centralbyrån, Folkmängd efter region, civilstånd, ålder och kön. År 1968–2016 \| \| \| \| \| |      |  |           |        |
| Evoluția demografică în comuna Borås, 1970–2015 |      |  |           |        |
| An |      |  | Locuitori |        |
| 1970 | 1970 |  | 107562    | 107562 |
| 1975 | 1975 |  | 105177    | 105177 |
| 1980 | 1980 |  | 102129    | 102129 |
| 1985 | 1985 |  | 99963     | 99963  |
| 1990 | 1990 |  | 101766    | 101766 |
| 1995 | 1995 |  | 96139     | 96139  |
| 2000 | 2000 |  | 96883     | 96883  |
| 2005 | 2005 |  | 99325     | 99325  |
| 2010 | 2010 |  | 103294    | 103294 |
| 2015 | 2015 |  | 108488    | 108488 |
| Sursa: SCB - Statistika Centralbyrån, Folkmängd efter region, civilstånd, ålder och kön. År 1968–2016 |      |  |           |        |